# Diamond Harbour (Indien)
Diamond Harbour ist eine Stadt im indischen Bundesstaat Westbengalen.
Die Stadt ist Teil des Distrikts Dakshin 24 Pargana. Diamond Harbour hat den Status einer Municipality. Die Stadt ist in 16 Wards gegliedert. Sie hatte am Stichtag der Volkszählung 2011 41.802 Einwohner, von denen 21.050 Männer und 20.752 Frauen waren. Hindus bilden mit einem Anteil von ca. 86 % die Mehrheit der Bevölkerung in der Stadt. Muslime bilden mit einem Anteil von ca. 14 % eine Minderheit. Die Alphabetisierungsrate lag 2011 bei 85,6 % und damit leicht über dem nationalen Durchschnitt.
Früher als Hajipur bekannt, wurde diese Ortschaft von den Briten Diamond Harbour genannt. Früher galt es als sicherer Rastplatz für Seeschiffe. Hier mündet der Fluss Rupnarayan in den Fluss Hugli, biegt danach weiter nach Süden ab und erweitert sich zu einer riesigen Wasserfläche. Etwas weiter unten mündet der Fluss Haldi in ihr.
In früheren Tagen war Diamond Harbour eine Hochburg von portugiesischen Piraten. Die Ruinen der Festung von Chingrikhali (lokal bekannt als Purano Kella) sind noch zu sehen. In der Nähe befindet sich ein alter Leuchtturm.